# Кухонная мойка

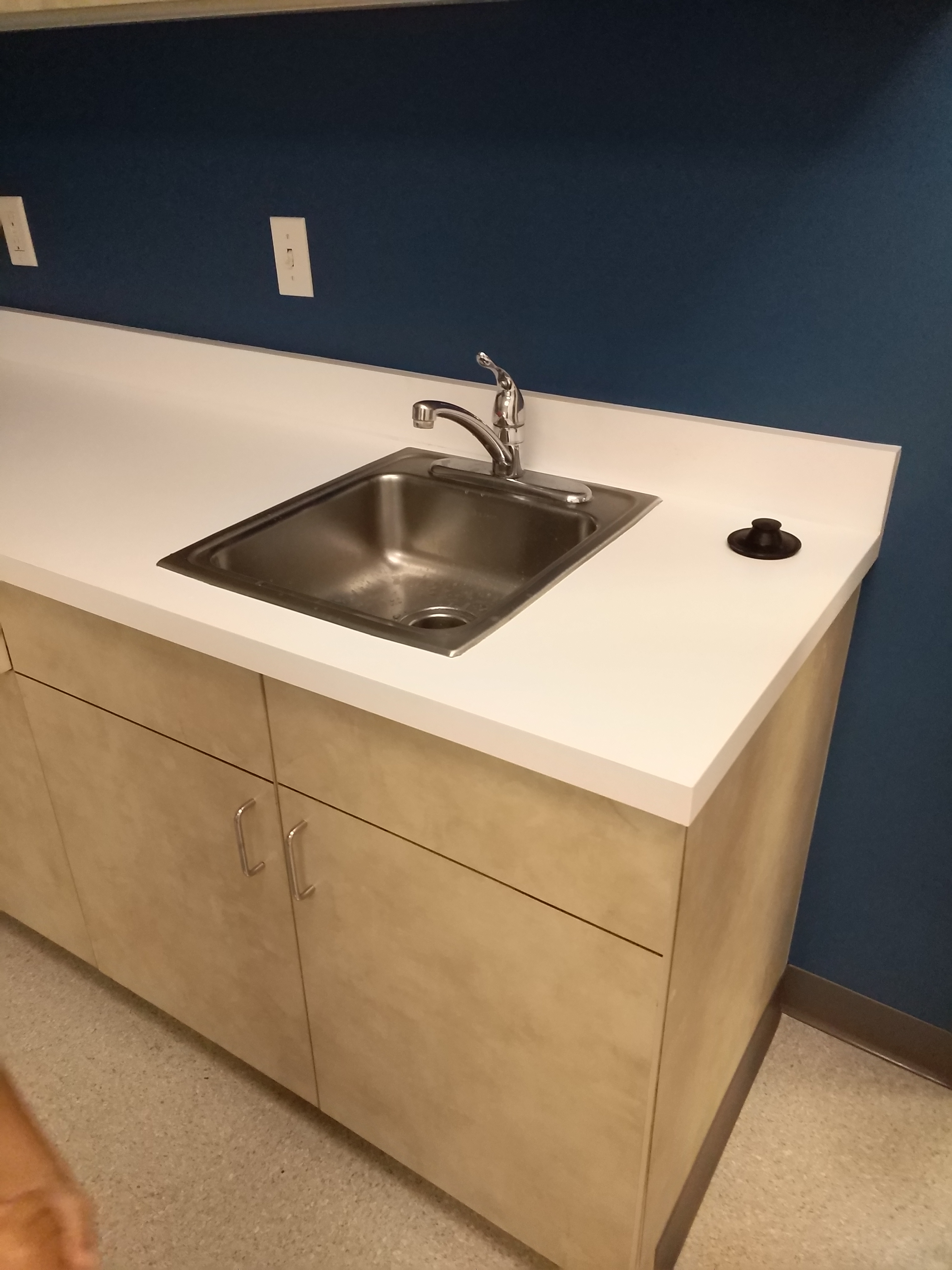
Мойка в кухонном шкафу (мойка с одной чашей, встраиваемая — тип МНВ)

Мойка — санитарный прибор в виде одной или двух чаш с пристроенной сливной полкой или без неё, принимающий воду от смесителя или крана, для осуществления мытья посуды и продуктов питания
Конструкция мойки предусматривает наличие отверстий для установки выпуска и водоразборной арматуры (для центрального смесителя; для смесителя с раздельными подводками; для смесителя с моечной щеткой или душем на гибком шланге).
При продаже мойки комплектуются водосливной арматурой (сифоном, выпуском, переливом), водоразборной арматурой, деталями крепления мойки к подстолью и деталями для обеспечения водонепроницаемости мест соединения мойки с подстольем.

## Классификация и основные характеристики

Основные размеры и части мойки
L — длина мойки,
B — ширина мойки,
H — глубина чаши
1. Чаша
2. Выпуск
3. Отверстие для смесителя (крана)
4. Сливная полка

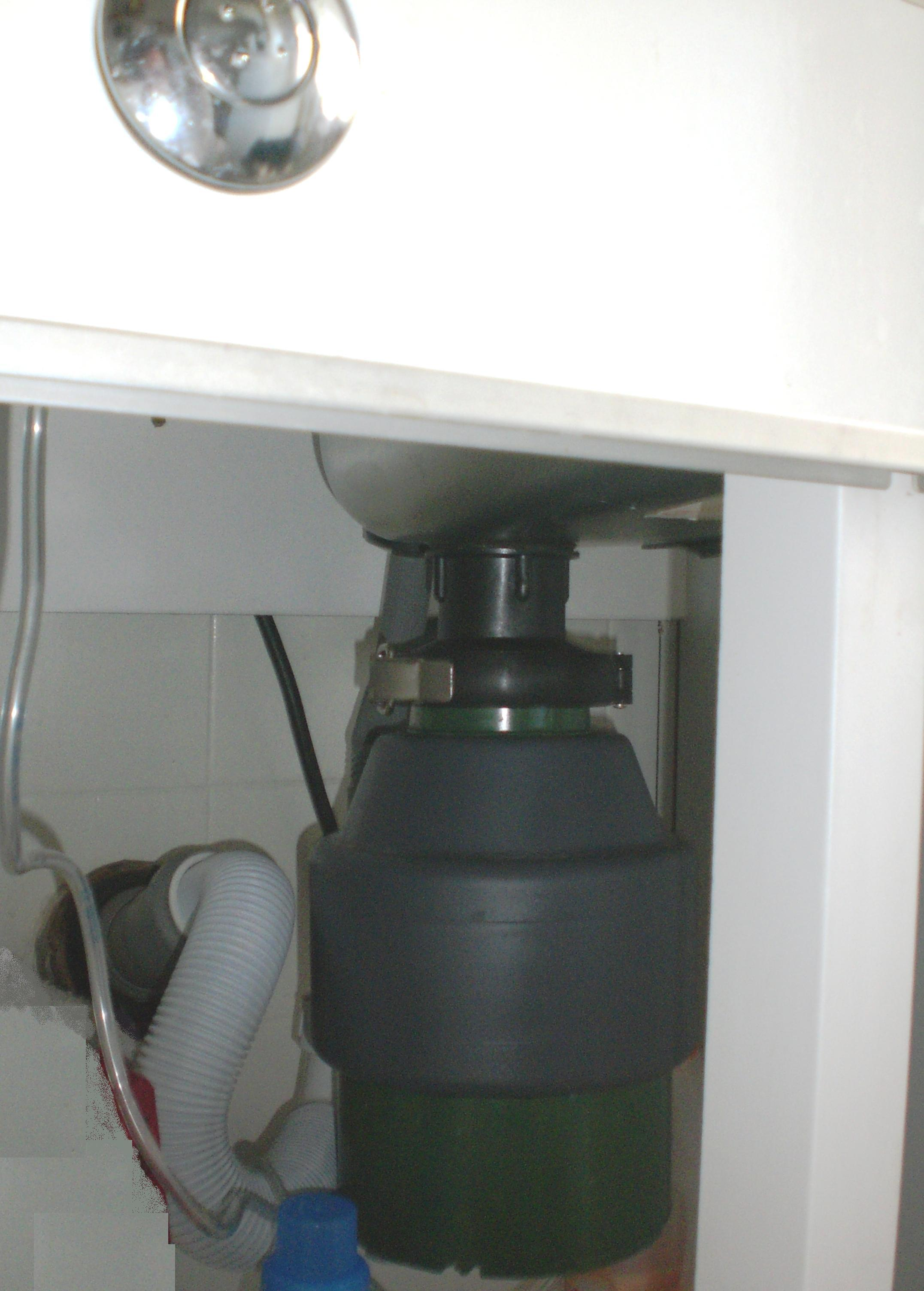
Измельчитель пищевых отходов подсоединённый снизу, к выпуску кухонной мойки

По форме мойки бывают: квадратные, прямоугольные, овальные, круглые, трапециевидные.
По расположению: линейные и угловые
По конструктивному типу:
- Мойка с одной чашей накладная (тип МН)
- Мойка с одной чашей, сливной полкой, накладная (тип МНП)
- Мойка с двумя чашами, накладная (тип МН2)
- Мойка с двумя чашами, сливной полкой, накладная (тип МНП2)
- Мойка с одной чашей, встраиваемая (тип МНВ)
- Мойка с одной чашей, сливной полкой, встраиваемая (тип МНВП)
- Мойка с двумя чашами, встраиваемая (тип МНВ2)
- Мойка с двумя чашами, сливной полкой, встраиваемая (тип МНВП2)

По типу встраивания (для встраиваемых моек): «на столешницу», «под столешницу», «вровень со столешницей»
По материалу изготовления: металлические из нержавеющей стали, металлические эмалированные искусственного камня, керамические, каменные (гранитные)
По основанию крепления: на настенных кронштейнах, на столешнице, на корпусе шкафа.
| Тип мойки    | Длина, L ±3 мм | Ширина, B ±3 мм | Глубина чаши, H не менее |
| ------------ | -------------- | --------------- | ------------------------ |
| Накладные    |                |                 |                          |
| МН           | 500            | 600             | 150                      |
| МНП          | 800            | 600             | 150                      |
| МН2          | 800            | 600             | 150                      |
| МНП2         | 1200           | 600             | 150                      |
| Встраиваемые |                |                 |                          |
| МНВ          | 450            | 500…520         | 150                      |
| МНВП         | 750…780        | 500…520         | 150                      |
| МНВ2         | 750…780        | 500…520         | 150                      |
| МНВП2        | 1150           | 500…520         | 150                      |

## Условные обозначения моек
Для моек после обозначения типа указывают буквы:
- Ц — для моек с отверстиями для установки центрального смесителя;
- Щ — для моек с отверстиями для установки смесителя со щеткой или душем на гибком шланге;
- Р — для моек с отверстиями для установки смесителя с раздельными подводками;
- Л — для моек типов МНП. МНВП. изготовленных в левом исполнении (чаша расположена слева при взгляде на мойку спереди);
- О — для моек с отверстием для установки дополнительного смесителя очистки воды.

## Дополнительная комплектация
В мойки дополнительно могут устанавливаться следующие изделия:
- отдельный кран для очищенной питьевой воды
- измельчитель пищевых отходов
- встроенная разделочная доска
- встроенный дозатор моющих средств